# Cuffley
Cuffley is een plaats in het Engelse graafschap Hertfordshire. Het dorp bevindt zich in het district Welwyn Hatfield. Het dorp telt 4295 inwoners.
Er is een treinstation aanwezig dat in de weekenden en avonden verbonden is met King's Cross Station.

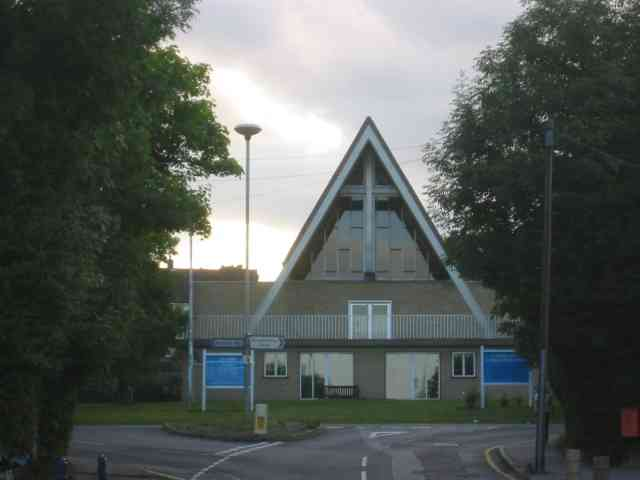
Kerk van St. Andrew